# Episodi di A.N.T. Farm - Accademia Nuovi Talenti (seconda stagione)
La seconda stagione della serie televisiva A.N.T. Farm - Accademia Nuovi Talenti è stata trasmessa sul canale statunitense Disney Channel da 1º giugno 2012 al 26 aprile 2013.
In Italia è andata dal 26 ottobre 2012 al 19 luglio 2013. In questa stagione Aedin Mincks è presente in tutti gli episodi come personaggio secondario.
| nº    | Titolo originale     | Titolo italiano                | Prima TV USA      | Prima TV Italia  |
| ----- | -------------------- | ------------------------------ | ----------------- | ---------------- |
| 1     | creative consultANT  | Un'ANTipatica celebrità        | 1º giugno 2012    | 14 dicembre 2012 |
| 2     | infANT               | L'infANTe                      | 1º giugno 2012    | 26 ottobre 2012  |
| 3     | fANTasy girl         | Una festa fANTastica           | 8 giugno 2012     | 3 novembre 2012  |
| 4     | modeling assignmANT  | Il fANTa modello               | 22 giugno 2012    | 9 novembre 2012  |
| 5     | ANTswers             | ANTernet                       | 29 giugno 2012    | 16 novembre 2012 |
| 6     | the ANTagonist       | L'ANTagonista                  | 6 luglio 2012     | 30 novembre 2012 |
| 7     | endurANTs            | Le ANTolimpiadi                | 13 luglio 2012    | 7 dicembre 2012  |
| 8     | amusemANT park       | Il luna park degli ANTipatici  | 20 luglio 2012    | 21 dicembre 2012 |
| 9     | contestANTs          | CantANTi nemiche               | 10 agosto 2012    | 11 gennaio 2013  |
| 10    | confinemANT          | Situazione sconfortANTe        | 24 agosto 2012    | 18 gennaio 2013  |
| 11    | intelligANT          | Una cantANTe in gara           | 7 settembre 2012  | 25 gennaio 2013  |
| 12    | significANT other    | L'amicizia è più importANTe    | 21 settembre 2012 | 1º febbraio 2013 |
| 13    | mutANT farm 2        | MutANTi 2                      | 5 ottobre 2012    | 8 febbraio 2013  |
| 14    | detective agANTcy    | Agente investigANTe            | 26 ottobre 2012   | 15 febbraio 2013 |
| 15    | scavANTger hunt      | Caccia al tesoro entusiasmANTe | 2 novembre 2012   | 22 febbraio 2013 |
| 16 17 | chANTs of a lifetime | Il sogno di cANTare            | 23 novembre 2012  | 23 marzo 2013    |
| 18    | early retiremANT     | Pensionamento ANTicipato       | 11 gennaio 2013   | 1º marzo 2013    |
| 19    | influANTces          | ANTiche influenze              | 5 febbraio 2013   | 8 marzo 2013     |
| 20    | idANTity crisis      | Furto d'idANTità               | 5 aprile 2013     | 12 luglio 2013   |
| 21    | restaurANTeur        | Il ristorANTe a tema           | 26 aprile 2013    | 19 luglio 2013   |

## Un'ANTipatica celebrità
- Titolo originale: creative consultANT
- Diretto da: Rich Correll
- Scritto da: Dan Signer & Jeny Quine

### Trama
Sequoia Jones (Zendaya) viene nella Webster High per cercare un prodigio musicale per il suo nuovo film, così dice a Chyna che lei è un progidio musicale e nella mensa le fa sentire come suona la fisarmonica. Nel frattempo Cameron e Fletcher vanno al cinema a guardare un film per ragazzini, ma incontrano Lexy che sta andando a vedere un film horror, e si uniscono a lri per non fare una brutta figura. Proveranno a tornare il giorno dopo, porta do con loro degli orfanelli, e di nuovo incontreranno Lexy e saranno costretti, anche a causa degli orfanelli, a vedere ancors il film horror. Dopo nell'A.N.T. Farm, Chyna e Sequoia suonano entrambe la fisarmonica vestite allo stesso modo e Chyna inizia a sospettare che Sequoia voglia imitarla. Il giorno dopo, Chyna viene legata a una corda a testa in giù da Sequoia e sotto c'è una vasca con persone travestite da squali. Il tempo passa e Sequoia vuole rimpiazzare Chyna nello show, ma essa si libera con l'aiuto di Olive. Così finiscono entrambe per esibirsi allo stesso modo. Alla fine, Cameron e Fletcher scoprono che anche Lexi è nel cinema per vedere il film per bambini, e vanno a vederlo insieme.
- Canzoni presenti: "DNA" (China Anne McClain ft. Zendaya)
- Guest star: Aedin Mincks (Angus), Ella Anderson (Hazel)
- Special Guest star: Zendaya (Sequoia Jones)

## L'infANTe
- Titolo originale: infANT
- Diretto da: Adam Weissman
- Scritto da: Jeny Quine & Dan Signer

### Trama
La preside Skirdmore affida Sebastian, un bimbo molto piccolo, ai ragazzi del programma A.N.T., pensando che abbia un talento nascosto. Così Chyna, Olive. Fletcher e Violet si mettono al lavoro. Nel frattempo Cameron pensa che Angus piaccia a Lexi, quindi si intrufola in casa sua per scoprirlo. Alla fine dell'episodio si scopre che la preside voleva solo dei baby-sitter per il piccolo e che Lexi aveva solo bisogno di farsi riparare il computer da Angus.
- Guest star: Aedin Mincks (Angus), Claire Engler (Violet)

## Una festa fANTastica
- Titolo originale: fANTasy girl
- Diretto da: Adam Weissman
- Scritto da: Tim Pollock & Jeff Hodsen

### Trama
Chyna e Olive sono disperate per raccogliere i fondi del ballo scolastico, quindi decidono di vendere all'asta i quadri di Fletcher. Loro fanno di tutto per alzare il valore del quadro. Intanto Cameron vuole fare in modo che la ragazza nuova sia la sua partner al ballo, ma lei non può essere tutto ciò che sembra.
- Canzoni presenti: "Dancing by Myself" (China Anne McClain)
- Guest star: Aedin Mincks (Angus), Claire Engel (Violet)
- Special guest star: Vanessa Morgan

## Il fANTa modello
- Titolo originale: modeling assignmANT
- Diretto da: Sean McNamara
- Scritto da: Mark Jordan Legan & Stephen Engel

### Trama
Chyna vuole aiutare Cameron a trovare la ragazza dei suoi sogni, quindi organizza un finto concorso di bellezza.per far innamorare Vanessa di Cameron mentre è temporaneamente cieca. Le chiedono cosa vuole da un uomo e lei descrive l'esatto opposto di Cameron. Così il giorno stesso in cui Vanessa si toglie le bende china e Cameron vanno da angus e gli chiedono una mano per far sembrare Cameron un palestrato. Ma anche con l'aiuto di angus Vanessa scopre come e fatto veramente Cameron e lo accetta com'è. Intanto Fletcher e olive cercano di torturare Lexi nel ristorante dove lavora ma gli va male.
- Nota: È il continuo di "Una festa fANTastica"
- Guest star: Aedin Mincks (Angus)
- Special guest star: Vanessa Morgan

## ANTernet
- Titolo originale: ANTswers
- Diretto da: Sean McNamara
- Scritto da: Dan Signer & Jeny Quine

### Trama
Quando la Skidmore toglie l'accesso a Internet della scuola, gli A.N.T. inventano l'ANTernet e usano i loro talenti avanzati per fornire agli studenti informazioni. Inoltre, Lexi è gelosa della ragazza di Cameron, Vanessa, che diventa una modella per il nuovo ristorante di Hippo.
- Guest star: Aedin Mincks (Angus), Alexandra DeBerry (Paisley)
- Special guest star: Vanessa Morgan

## L'ANTagonista
- Titolo originale: the ANTagonist
- Diretto da: Victor Gonzalez
- Scritto da: Jeff Hodsden & Tim Pollock

### Trama
Fletcher crea una storia animata basata sulla vita degli A.N.T., ma Olive realizza Pimento, un personaggio ispirato a lei. Nel frattempo Cameron nasconde le sue insicurezze a Vanessa, la sua bellissima ragazza, e così rompono la loro coppia.
- Nota: Dopo questo episodio Vanessa Morgan non sarà più una special guest star della serie.
- Guest star: Aedin Mincks (Angus), Zach Steel (Gibson)
- Special guest star: Vanessa Morgan

## Le ANTolimpiadi
- Titolo originale: edurANTs
- Diretto da: Victor Gonzales
- Scritto da: Jeny Quine & Dan Singer

### Trama
Gli A.N.T. andranno in Australia, Chyna qui incontra un ragazzo prodigio della natura australiana, Neville. Quando Fletcher scopre che Chyna ha una cotta per Neville, lui si dimostra con capacità virili. Ma per sbaglio cade dalla Outback australiano, e così Chyna e gli altri lo vanno a salvare. Nel frattempo, Lexi e Paisley si travestono come gli A.N.T. per partecipare le ANTolimpiadi, per vincere il premio.
- Guest star: Billy Unger (Neville), Aedin Mincks (Angus), Alexandra DeBerry (Paisley), Zach Steel (Gibson)
- Special Guest Star: Billy Unger

- Nota: in questo episodio è assente Cameron Parks.

## Il luna park degli ANTipatici
- Titolo originale: amusemANT park
- Diretto da: Victor Gonzales
- Scritto da: Mark Jordan Legan & Stephen Engel

### Trama
Gli A.N.T andranno in un parco divertimenti: Fletcher e Angus andranno sulle montagne russe, ma la paura di Fletcher fa apparire la sua faccia molto spaventata ripresa dalle fotocamere del parco. Intanto la mamma di Olive vuole buttare le sue bambole perché pensa che siano inutili e, per dimostrarle il contrario, partecipa ad una competizione per bambole insieme a Lexi e Pasley. Chyna e Cameron spendono tutti i soldi che la madre aveva affidato loro, e così cercano di inventare un gioco che faccia guadagnare loro dei soldi.
- Guest star: Aedin Mincks (Angus), Alexandra DeBerry (Paisley), Ella Anderson (Hazel)

## CantANTi nemiche
- Titolo originale: contestANTs
- Diretto da: Victor Gonzales
- Scritto da: Dan Signer & Jeny Quine

### Trama
Sia Chyna, sia Lexi parteciperanno ad una gara che riguarda il significato dell'amicizia e chi vincerà porterà a casa $1.000. Questo le metterà l'una contro l'altra e useranno Angus perché è un bravo ballerino. Angus fa avanti e indietro tra Chyna e Lexi per non ferirle. Alla fine riescono a capire che insieme sono migliori, anche perché Angus si farà male e non potrà ballare. Durante lo show la loro gentilezza supererà il limite e finiranno per cantare tutte e due le canzoni, ma vinceranno comunque il premio e lo divideranno. Così Chyna comprerà la sua chitarra a $500 e Lexi riporterà sulla carta di credito la cifra dei soldi che ha speso inutilmente. Intanto Fletcher e Cameron daranno la caccia a Duncan (un uomo travestito da drago) perché pensano che gli ha rubato il portafoglio. Ma alla fine si scopre che l'ha avuto sempre in tasca Fletcher.
- Nota: È il continuo di "Il luna park degli ANTipatici".
- Guest star: Aedin Mincks (Angus), Alexandra DeBerry (Paisley)

## Situazione sconfortANTe
- Titolo originale: confinemANT
- Diretto da: Victor Gonzales
- Scritto da: Tim & Jeff Pollock Hodsden

### Trama
Olive scopre che la Skidmore vuole usare i fondi della scuola per abbellire il suo ufficio, e per questo si potrebbero abolire i programmi di arte e musica, inoltre Chyna e Fletcher potrebbero andar via dal programma ANT, per questo vogliono rovinare la riunione del consiglio scolastico. La Skidmore viene minacciata da Olive dicendole che avrebbe detto a tutti quello che aveva letto sui fogli che erano caduti e quindi lei li rinchiude nella loro sala. Nel frattempo Cameron sta diventando popolare grazie ai suoi annunci mattutini, ma Lexi prende il suo posto per farsi pubblicità. Grazie a Cameron gli ANT si liberano e vanno alla riunione e lì scoprono che è in realtà il ministro della pubblica istruzione a voler tagliare arte e musica, ma Chyna dimostra, con una canzone, perché le piacciono le due doti e così non andranno via dall'ANT farm.
- Guest star: Mindy Sterling (preside Susan Skidomore), Aedin Mincks (Angus)

## Una cantANTe in gara
- Titolo originale: intelligANT
- Diretto da: Rich Correll
- Scritto da: Stephen Engel & Mark Jordan Legan

### Trama
Gli A.N.T fanno il test IQ, che verifica la loro intelligenza, ma stranamente Olive prende un voto più basso di Chyna e, la seconda volta che lo fa, prende un voto più basso di Fletcher. Così comincia a comportarsi come una bionda svampita mentre Chyna prende il suo posto nell'Acadecathalon (gara universale d'intelligenza) ma fa una figuraccia dimostrandosi di non essere all'altezza della gara. Ed è allora che Olive prende il suo posto e così il liceo Webster vince. Poi si scopre che Angus è entrato nel sistema per cambiare il punteggio del test di Olive per farla uscire con lei. Nel frattempo Lexi, Cameroon e Gibson si sfidano con il bidello della scuola, Violet è Waki in uno sport sperando la vittoria fino ad arrivare alle olimpiadi.
- Guest star: Aedin Mincks (Angus)

## L'amicizia è più importANTe
- Titolo originale: significANT other
- Diretto da: Rich Correll
- Scritto da: Stephen Engel & Mark Jordan Legan

### Trama
China è stanca dei continui inviti a uscire di Fletcher, Lexi le suggerisce di uscire con lui secondo la sua teoria che i ragazzi ottenuto ciò che vogliono lo lasciano perdere, ma lui diventa ancora più euforico, così China torna da Lexi che le consiglia di fingersi una ragazza difficile, comunque Fletcher, contento di essere arrivato all'obiettivo che inseguiva da anni, accontenta ogni desiderio di China. China arrabbiata corre da Lexi che mette fine alla storia dicendo bruscamente la verità a Fletcher. Ovviamente lui, molto rattristato, corre via, così China è costretta a raggiungerlo e a cantargli una canzone. Così i due decidono di rimanere amici. Nel frattempo Olive e Paisley cercano di girare un video per un compito di psicologia su Cameron.
- Guest star: Aedin Mincks (Angus), Matt Lowe (Hippo)
- Note: si tratta di un episodio a tema halloween, anche la sigla iniziale ha avuto un restyle grafico a tema.

## MutANTi 2
- Titolo originale: mutANT farm 2
- Diretto da: Rich Correll
- Scritto da: Stephen Engel & Mark Jordan Legan

### Trama
All'A.N.T Farm tra pochi giorni sarà halloween e si terrà un ballo. Olive è molto stressata perché deve fare una ricerca, ma non le va. Così costruisce una macchina che trasforma le persone o le duplica, ma nemmeno il suo clone vuole fare quella ricerca. Così la serva di Olive, Violet, duplica anche il clone di Olive, e visto che nemmeno lei ha voglia di fare la ricerca duplica il clone del clone di Olive fino a fare 5 cloni di Olive e quest'ultimo farà la ricerca. Intanto Chyna si innamora di Holand, che non essendo attratto anche da Lexi la spinge a credere che lei non è così bella come sembra. Chyna però capisce che Holand è umano, ma è troppo tardi perché lui l'aveva già invitata a uscire. Così lei si traveste da un umano per l'appuntamento, e Lexi scoprendo ciò, dice a Holand la verità per vendicarsi. Intanto lui, va dal secondo clone di Olive, pensando che sia la vera e le dice che vuole stare con Chyna per quello che è e così si fa trasformare in un mutante, mentre Chyna va dalla vera Olive per farsi trasformare in un umano. Chyna scopre che Holand si è trasformato in mutante grazie al suo clone di cui Olive non sapeva niente. Ma lei fa in tempo a ritrasformarsi in un mutante di nuovo e così canta I Got My Scream On. Intanto Holand si ritrasforma in un umano perché capisce che loro potranno stare comunque insieme anche se appartengono a due mondi diversi, ma accidentalmente, guardando i serpenti di Chyna si trasforma in pietra e finisce nel suo armadio con altri ragazzi di Chyna.
- Canzoni presenti: "I Got My Scream On" (China Anne McClain)
- Guest star: Matt Lowe (Hippo), Aedin Mincks (Angus)
- Special guest Star: Austin North
- Note: si tratta del secondo episodio a tema halloween.
- Nota: in questo episodio è assente Cameron Parks.

## Agente investigANTe
- Titolo originale: detective agANTcy
- Diretto da: Leonard R. Garner, Jr.
- Scritto da: Stephen Engel & Mark Jordan Legan

### Trama
Darryl, stanco di fare il poliziotto, sotto consiglio di Chyna si licenzia per inseguire il suo sogno, anche se non ha le idee chiare su quale sia. Così prova a fare l'investigatore privato e non riscuote molto successo. così Chyna inscena un finto crimine per risollevare il morale di suo padre anche se le cose non vanno come previsto. Intanto, Lexi e Paisley cercano di comprare l'amicizia di Cameron per avere più amici sul loro social network.
- Guest star: Finesse Mitchell (Darryl), Aedin Mincks (Angus), Mindy Sterling (preside Susan Skidmore)

## Caccia al tesoro entusiasmANTe
- Titolo originale: scavANTger hunt
- Diretto da: Rich Correll
- Scritto da: Mark Jordan Legan & Stephen Engel

### Trama
Tutti gli insegnanti sono malati a causa di un tonno avariato, così la preside Skidmore costringe gli alunni a fare una caccia al tesoro intorno San Francisco. Credendosi inutile, Cameron, del gruppo di Olive e China, si mette da parte, ma sarà lui a far vincere la sua squadra, ritrovando la campanella, contro quella di Lexi, Fletcher e Paisley.
- Nota: Nel corso dell'episodio, Gibson continua ad apparire di nascosto; in tutto i Gibson nascosti sono 66.
- Nota: Nell'episodio appare una giraffa, ma Olive non mostra nessuna paura verso di lei, nonostante aver detto di averne paura nell'episodio "L'armadietto stregato".
- Guest star: R2-D2 (se stesso), C-3PO (se stesso), Alexandra DeBerry (Paisley)

## Il sogno di cANTare
- Titolo originale: chANTs of a Lifetime
- Diretto da: Rich Correll
- Scritto da: Dan Signer & Jeny Quine

### Trama
A China viene chiesto di unirsi al suo gruppo musicale preferito, Trifecta, dopo che Darlene, componente del gruppo, si ammala dopo aver mangiato un hotdog marcio cucinato nel tubo di scappamento del bus pieno di sporcizia. Il giorno successivo, China viene trattata come una superstar. Inoltre, Sierra e Lauryn dicono a China che Darlene ha abbandonato il gruppo e quindi China la sostituirà. Le dicono anche che presto faranno un anno di tour. China accetta felicemente, con grande sgomento di Olive e Fletcher. Dopo che China va via, Lexi decide di mettere su un altro musical scolastico dove lei sarà finalmente la stella. Inoltre, il programma A.N.T. è stato invaso da ragazzi e ragazze grandi e Olive e Fletcher sono completamente indifesi senza China. Successivamente Darlene decide di sabotare loro, perché Sierra e Lauryn l'hanno licenziata in realtà l'avevano cacciata per essere troppo aggressiva e non perché Darlene si era licenziata da sola. Darlene per vendetta decide dapprima di tagliare i freni del bus, ma fortunatamente avevano i freni d'emergenza e un'altra uscita e poi di arrostire il trio su un faro ma il suo piano fallisce quando il guardiano li libera e Darlene cade dal faro. Alla fine, China ammette che le mancano i suoi amici e la sua famiglia, così decide di abbandonare il gruppo per tornare a casa. Darlene travestita da Charlene, ritorna a far parte del gruppo senza che Sierra e Lauryn si accorgono che sia lei. Quando torna alla ANT, i ragazzi che trattavano da schiavi Olive e Fletcher, vengono cacciati da China.
- Nota: L'episodio ha la durata di un'ora, dovuto al fatto di essere un episodio speciale. Nell'episodio vengono nominati i One Direction.
- Canzoni presenti: "Go" (China Anne McClain ft. McClain Sisters), "How Do I Get There From Here" (China Anne McClain)
- Guest star: Aedin Mincks (Angus), Finesse Mitchell (Darryl)
- Special guest star: McClain Sisters

## Pensionamento ANTicipato
- Titolo originale: early retiremANT
- Diretto da: Rich Correll
- Scritto da: Jeff Hodsden & Tim Pollock

### Trama
La preside Skidmore vieta la pratica di sport in tutta la scuola, anche se tutti violano la regola, compresa China. Intanto viene sua nonna e le fa un maglione di lana come divisa per lo sport da lei praticato (pallavolo). Quest'ultima, Olive e Fletcher si arrabbiano a causa di tutti i divieti formulati dalla Skidmore così mettono in atto un piano per farla andare in pensione e riescono nel loro intento. Al suo posto, la nuova preside sarà proprio la nonna di China e Cameron.
Metterà in imbarazzo i suoi nipotini e quindi, Fletcher e China cercheranno di far tornare la Skidmore a scuola. Olive trascorre il tempo con l'ex-preside Skidmore, dando fastidio a quest'ultima e al gruppo delle pensionate di cui fa parte la signora Skidmore. Fletcher e China riusciranno nel loro intento ma, la nonna di China sente che lei non la voleva come preside e si offende. Faranno tuttavia pace, dandosi un forte abbraccio.
- Guest star: Mindy Sterling (preside Susan Skidmore), Aedin Mincks (Angus), Vernee Watson-Johnson (nonna Gladys)
- Special guest star: Vernee Watson-Johnson

## ANTiche influenze
- Titolo originale: influANTces
- Diretto da: Adam Weissman
- Scritto da: Vincent Brown

### Trama
China deve scrivere una canzone per il "Black History Month" ma non ha alcuna ispirazione. Si chiude quindi nella stanza di registrazione.
Olive intanto cuce a mano una coperta, raffigurante tutti i suoi ricordi alla A.N.T. Farm. Fletcher però si arrabbia con lei perché la maggior parte della coperta raffigura lui e le sue pessime figuracce. Cerca quindi di rovinare la coperta, senza successo. China, nella stanza di registrazione, sogna di essere prima Ella Fitzgerald, poi una giovane Aretha Franklin e infine Janet Jackson, sorella del mitico cantante Michael Jackson. Successivamente si sveglia e scopre che mancano pochi minuti alla sua esibizione e chiede quindi a Olive di dilungarsi nella sua rappresentazione. China, in quei pochi minuti compone la canzone: una nuova versione di Exceptional. Alla fine si vede Fletcher nella sua esibizione, conclusa male, anzi mai iniziata, visto che Olive aveva dimenticato il suo pungente oggetto sulla sedia dove si è poi seduto Fletcher, che, addolorato inciampa sulla vernice e ne viene ricoperto. Questo ricordo finisce poi sulla coperta di Olive.
- Canzoni presenti: "Exceptional": Nuova versione (China Anne McClain)

## Furto d'idANTità
- Titolo originale: idANTity crisis
- Diretto da: Stephen Engel
- Scritto da: Tim Pollock e Jeff Hodsen

### Trama
China racconta ai ragazzi una storia inventata da lei che vorrebbe trasformarla in un film: la preside Skidmore vuole catturare le personalità degli alunni della Webster High School e dell'ANT Farm in dei vasetti di yogurt grazie a una macchina per yogurt e mangiandoli avrebbe tutti i loro talenti. Dopo aver catturato le personalità di tutti gli studenti ce n'è ancora una con la sua identità, China, e quest'ultima deve trovare un modo per risolvere la situazione. Intanto (nella realtà) Lexi fa strani sogni in cui è innamorata di Cameron e quest'ultimo fa di tutto per conquistarla.
- Guest star: Aedin Mincks (Angus), Mindy Sterling (preside Susan Skidmore)
- Nota: questo è l'ultimo episodio in cui Cameron Parks appare come personaggio principale.

## RistorANTe a tema
- Titolo originale: restaurANTeur
- Diretto da: Victor Gonzalez
- Scritto da: Kat Lombard e Amanda Steinhoff

### Trama
Olive si prende una cotta per lo chef Graham. Ma quando Chyna e Fletcher scoprono che ha un caratteraccio cercano di separarli. Intanto, sperando di essere notata da un produttore, Lexi propone a Hippo di farle fare la cameriera cantante.
- Guest star: Aedin Mincks (Angus), Matt Lowe (Hippo)
- Nota: in questo episodio è assente Cameron Parks.